# Vincze Imre (labdarúgó)
Vincze Imre (Budapest, 1939. június 18. – Budapest, 2019. május 19.) ifjúsági válogatott magyar labdarúgó, német profi labdarúgó, edző, karikaturista.

## Pályafutása

### Játékosként
1952-ben tizenhárom évesen a Vasas korosztályos csapatában kezdte a labdarúgást. 1956-ban Vincze Jenő meghívta az ifjúsági válogatottba. 1956 novemberében hagyta el az országot. Linz mellé került egy menekült táborba, majd onnan három nap múlva Angliába, Cambridge-be. A Cambridge United csapatához járt edzésre, de leigazolni a nemzetközi eltiltás miatt nem tudták. Később a Wolverhampton Wanderers ifjúsági csapatának a szerződtetett játékosa lett. 1957–58-ban a Borussia Dortmund, majd a Reutlingen 05 csapatában szerepelt. Ezt követően az Austria Wien, az Wiener Neustadt majd a VfR Heilbronn játékosa volt.

### Edzőként
A kölni Deutschen Sporthochschulében szerzett edzői diplomát. 1972-től edzői tevékenységet is folytatott, 1972:Neuenstein 1881, 1972-73: Spfr. Lauffen, 1973-76: Bad Pyrmont / Amateur Oberliga Nord, 1977-78: Rot Weiss Oberhausen; 2e Bundesliga, 1978-81: Universität Konstanz és FC. Konstanz, 1982–83-ban illetve 1987-ben a TuS Chlodwig Zülpich edzője volt. Tanított a konstanzi egyetemen. Karl-Heinz Heddergott szerzőtársaként szakkönyvet írt és illusztrált Schuss und Tor címen, ami angolul is megjelent Go for Goal! címen.

## Érdekesség
Az 1960-as, az 1970-es és az 1980-as években politikai témájú karikatúrákat készített a napilapok, a hamburgi Nordpresse Verlag és a DPA megbízásából.